# NGC 691
NGC 691 (другие обозначения — UGC 1305, MCG 4-5-19, ZWG 482.23, ZWG 460.31, IRAS01479+2130, PGC 6793) — галактика в созвездии Овен, находящаяся от нас примерно в 120 миллионах световых лет. Открыта английским астрономом Ульямом Гершелем, относится к спиральным галактикам, не имеющим перемычки (бара) в центре.
Этот объект входит в число перечисленных в оригинальной редакции «Нового общего каталога».
В галактике взорвалась сверхновая SN 2005W.
Галактика NGC 691 входит в состав группы галактик NGC 691. Помимо NGC 691 в группу также входят ещё 10 галактик.